# Apulia y Calabria
La provincia de Apulia y Calabria (Apulia et Calabria) fue una división administrativa del Imperio romano utilizada durante su periodo conocido como «Bajo Imperio». Formaba parte de la diócesis de Italia Suburbicaria.

## Las provincias del Bajo Imperio romano
Durante la tetrarquía de Diocleciano se realizó una profunda reorganización de la Administración imperial en la que uno de los aspectos más destacados fue la creación de un buen número de provincias mediante la división de las existentes. Las provincias formaban la base de la pirámide administrativa. En niveles superiores se situaban las diócesis (que agrupaban varias provincias), las prefecturas del pretorio (que agrupaban varias diócesis) y finalmente, el Imperio que se dividía en prefecturas.
Eran dirigidas por un gobernador cuyas funciones abarcaban todos los ámbitos excepto el militar: mantenían la ley y el orden, ejecutaban las órdenes de los ámbitos administrativos superiores, administraban la justicia en primera instancia, recaudaban los impuestos y otros ingresos imperiales o del emperador y estaban al cargo del servicio postal así como del mantenimiento de los edificios públicos.

## Historia
Fue creada en el año 297 como sucesión de la anterior Regio II Apulia et Calabria de la Italia romana. Aunque en sus inicios mantuvo los anteriores límites administrativos, sobre el año 337 se le separó el área alrededor de Benevento para añadirla a la vecina provincia de Campania.
Al no situarse cerca de la frontera imperial, se vio libre de ataques y pillajes por parte de los pueblos bárbaros hasta el año 408 cuando Alarico invadió Italia por segunda vez. Durante esta guerra sufrió bastantes saqueos y devastaciones quedando en un estado tan lastimoso que, en 412, se le redujeron sus impuestos a la quinta parte durante cinco años y en 418, a la séptima parte.

## Características
La mayor parte de su territorio presentaba una orografía predominantemente llana. Estaba rodeado por los Apeninos, al oeste, y el mar Adriático, al norte y el este. Sus límites administrativos eran: Samnio al oeste y Lucania y Brucio al sur. Sus principales ciudades eran: Canusium, la capital provincial, Tarentum, Hydruntum, Brundisium, Barium, Luceria y Asculum
Dentro de las calzadas que discurrían por la provincia destacaban la Vía Apia y la Vía Trajana que comunicaban Brundisium y Barium, respectivamente, con Roma.